# West Beirut
West Beirut (Francese: West Beyrouth (À l'abri les enfants); in arabo بيروت الغربية‎? Beyrut al-Gharbiyya) è un film del 1998 scritto e diretto da Ziad Doueiri. Il film è stato presentato come miglior film in lingua straniera alla 71° rassegna degli Oscar, ma in cui non è stato accettato come candidato.

## Trama
Nell'aprile 1975 scoppia la guerra civile libanese; Beirut è divisa lungo una linea che separa la Beirut occidentale di fede mista (musulmana-cristiana-ebraica) dalla Beirut orientale, quasi completamente cristiana. Dopo la creazione della linea, Tarek scopre di vivere nella Beirut occidentale (Tarek è di fede islamica). Frequenta il liceo e gira film in Super 8 con il suo amico Omar. All'inizio la guerra è presa con leggerezza: la scuola è chiusa (poiché si trova a Beirut est non più accessibile ai residenti di Beirut ovest), la violenza è affascinante, andare da ovest a est è un gioco, ed è in questa fase iniziale che Tarek conosce e trascorre del tempo con May, una ragazza cristiana orfana che vive nel suo edificio. 
Diversamente dal figlio, sua madre preoccupata vuole lasciare il paese, ma suo padre rifiuta poiché crede che la crisi si attenuerà come successo altre volte. Durante una manifestazione, per caso Tarek finisce in un famigerato bordello nel quartiere Zeytouni devastato dalla guerra, incontrando una leggendaria signora, Oum Walid, la padrona del bordello, dove in seguito vi porterà Omar e May. Le tensioni familiari aumentano, e più tardi, man mano che Tarek diventa maggiorenne, la guerra si sposterà inesorabilmente dall'avventura a una tragedia nazionale.

## Riconoscimenti
- Prix François Chalais alla Quinzaine des Réalisateurs del Festival di Cannes (1998)
- Premio internazionale della critica FIPRESCI al Festival internazionale del cinema di Toronto (1998)
- Miglior opera prima al Carthage Film Festival (1998)
- Premio della giuria giovanile al Festival internazionale del cinema di Valladolid (1998)
- SAA Script Award al Festival internazionale del cinema di Friburgo (1999)